# Robert Schick (Archäologe)
Robert Schick (* 1957) ist ein US-amerikanischer Archäologe und Historiker.

## Leben
1987 wurde er am Department of Near Eastern Languages and Civilizations der University of Chicago mit der Dissertation „The fate of the Christians in Palestine during the Byzantine-Umayyad transition, A.D. 600–750“ promoviert. Von 1994 bis 1998 lehrte er Archäologie am Institute of Islamic Archaeology der palästinensischen al-Quds-Universität in Jerusalem und von 2000 bis 2006 islamische Geschichte und Archäologie am Henry Martyn Institute in Hyderabad. 2007 war er Gastprofessor an der Universität Bamberg. Von 2014 bis 2019 war er wissenschaftlicher Mitarbeiter am Arbeitsbereich Byzantinistik der Universität Mainz für ein DFG-gefördertes Forschungsprojekt „Aufstieg und Niedergang des Christentums in Südjordanien. Eine Fallstudie zum religiösen Wandel in der Spätantike vom 4. bis zum 9. Jahrhundert“.
Seit 1980 nahm Robert Schick an zahlreichen Ausgrabungen von byzantinischen und islamischen Orten in Jordanien teil. Sein Hauptforschungsgebiet ist die Archäologie und Geschichte der spätantik-frühislamischen Epoche in Jordanien, Jerusalem und Palästina.

## Veröffentlichungen (Auswahl)
- The Church of el-Lejjun. In: S. Thomas Parker (Hrsg.): The Roman Frontier in Central Jordan: Interim Report on the Limes Arabicus Project 1980–1985 (= British Archaeological Reports, International Series 340). British Archaeological Reports, Oxford 1987, S. 353–383.
- mit Adnan Bakhit (Hrsg.): The Fourth International Conference for the History of Bilad al-Sham; The Third Session: Bilad al-Sham in the Umayyad Period. University of Jordan, Amman 1989.
- mit Adnan Bakhit (Hrsg.): Proceedings of The Fifth International Conference for the History of Bilad al-Sham. Bilad al-Sham During the Abbasid Period. University of Jordan, Amman 1991.
- The Christian communities of Palestine from Byzantine to Islamic rule. A historical and archaeological study. Darwin Press, Princeton 1995, ISBN 0-87850-081-2 (Dissertation).
- Palestine in the Early Islamic Period: luxuriant legacy. In: Near Eastern Archaeology 61, 1998, S. 74–108.
- mit Zbigniew T. Fiema, Chrysanthos Kanellopoulos, Tomasz Waliszewski: The Petra Church (= American Center of Oriental Research Publications Band 3). American Center of Oriental Research, Amman 2001, ISBN 9957-8543-0-5.
- mit Zeidan Kafafi (Hrsg.): Jerusalem Before Islam (= British Archaeological Reports. International Series 1699). Archaeopress, Oxford 2007
- Mamluk and Ottoman Jerusalem. In Katharina Galor, Gideon Avni (Hrsg.): Jerusalem in Perspective: 150 Years of Archaeological Research. Eisenbrauns, Winona Lake 2011, S. 475–490.
- mit John Oleson: Humayma Excavation Project, 2. Nabataean Campground and Necropolis, Byzantine Churches, and Early Islamic Domestic Structures. American Schools of Oriental Research, Boston 2014.
- mit Beate Böhlendorf-Arslan (Hrsg.): Transformations of city and countryside in the Byzantine period. Verlag des Römisch-Germanischen Zentralmuseums, Mainz 2020, ISBN 978-3-96929-024-8 (Digitalisat).